# 陳蕾演唱會2024《念》
陳蕾演唱會2024《念》（英語：Panther Chan Live 2024 Mindfulness），是香港女性唱作歌手陳蕾的個人演唱會，由其所屬的香港華納唱片主辦。演唱會定於2024年3月2日至5日晚上在紅磡香港體育館（紅館）舉行，共演出四場，是陳蕾的首次紅館個人演唱會。籌備期間適逢陳蕾獲得《2023年度叱咤樂壇流行榜頒獎典禮》的「叱咤樂壇女歌手」金獎、「叱咤樂壇我最喜愛的女歌手」等重要獎項，被視為踏入事業高峰。
後發展為巡迴性質，分別於2024年11月30日在澳門舉行一場，定名為陳蕾澳門演唱會2024《念》，由棋人娛樂主辦，在官方定義上是陳蕾首個正式的澳門個人演唱會；2025年7月26日在陳蕾出生地廣州舉行一場，定名為陳蕾廣州演唱會2025《念》，亦是她首次返回廣州舉行大型演唱會；後在佛山舉行。
演唱會取名自日本動漫《HUNTER×HUNTER》（全職獵人）的用語，並推出同名主題曲念；主題為德國哲學家马丁·海德格尔提出的概念「向死而生」，流程劃分為「死」、「惑」、「念」、「生」、「能屈能伸」五個部分；演出曲目集中於陳蕾自己創作的歌曲，並按歌詞題材及曲風劃分至各個部分。

## 背景
香港女歌手陳蕾來自廣州，其音樂事業起步於2009年的香港歌唱選秀節目《亞洲星光大道》，時年18至19歲。2015年她曾短暫加盟日本唱片公司Amuse剛成立的香港分公司，直至2017年她才以唱作歌手身份正式於樂壇出道，當時她與MJ Tam等人自組音樂廠牌「自由意志」，是為其獨立音樂人時期。2019年她加盟香港華納唱片，這時期的音樂風格被認為仍然保持頗大的自由度，不講求迎合主流風格與市場。這時期她曾在2021年於旺角麥花臣場館舉行個人演唱會《陳蕾沙門演唱會2021》。至2023年9月她在一個香港中文大學的校園演出中首次透露將於翌年3月在紅磡香港體育館（俗稱紅館）再次舉行個人演唱會，即此演唱會「陳蕾演唱會2024《念》」，這亦是她的首個紅館個人演唱會，並於12月開始陸續接受媒體專題訪問及發布宣傳海報。不久後，她於2024年1月初的《2023年度叱咤樂壇流行榜頒獎典禮》奪得「叱咤樂壇女歌手」金獎（按電台播放率）、「叱咤樂壇我最喜愛的女歌手」（按公眾投票）、「叱咤樂壇唱作人」銀獎等獎項，被視為踏入事業高峰。

### 命名
演唱會取名為《念》，是出自日本動漫《HUNTER×HUNTER》（全職獵人）的用語。陳蕾向來喜愛此動漫作品，她在2023年推出的歌曲窮人的薔薇、伸縮自如的愛、神的不在場證明，均是取名自該作品中的招式，而「念」則是該作品世界觀設定中的一種核心能力，是指對生命能量有意識地運用的技巧，角色們通過修練來提升「念」，並用於驅動各種招式技能，帶來強化與變化。據陳蕾解釋，為演唱會取名時，唱片公司的同事提議她想想有沒有其他招式名稱可以借用，她隨即想起以前一封歌迷信件，信中形容她的歌曲含有「念」的能量，這個比喻讓她深受觸動。陳蕾的歌曲多以內心、生活挫折、社會問題為題，旨在撫慰、勉勵聽眾，常強調對生活方式的自由選擇，及在生活起伏中保持心境平和安寧，後被稱為「樂壇社工」。通過對歌迷信件的回憶，她認為「念」正是概括自己作品的最合適名稱。而該封歌迷信件寫於窮等三首歌曲創作之前，那位歌迷當時並不知道陳蕾有看《HUNTER×HUNTER》。

## 門票發售與場次安排
在初次透露時，演唱會原定由2024年3月3日至4日晚上舉行2場，在門票預售前已因內部認購滿額決定加開3月5日一場。門票售價分為港幣880元、680元、480元三種，於2023年12月18日早上開始對合作銀行的信用卡用戶優先發售，2024年1月3日在城市售票網公開發售三場合共約5500張門票。及後宣佈加開3月2日一場，於1月26日在城市售票網公開發售。前後合共4場。
後發展為巡迴性質。2024年10月初宣佈，於2024年11月30日在澳門威尼斯人綜藝館再舉行一場，定名為「陳蕾澳門演唱會2024《念》」，由當地的製作公司棋人娛樂主辦。門票售價分為港幣1,388元、1,088元、888元、688元、488元五種，在10月7日作優先發售，10月15日作公開發售。在官方宣傳中稱之為陳蕾首個正式的澳門個人演唱會。
2025年4月底獲得广州市文化广电旅游局批文，於2025年7月26日在广州亚运城综合体育馆体操馆再舉行一場，定名為「陳蕾廣州演唱會2025《念》」，由當地的无限娱乐、本木娱乐主辦，广州高辉演出服务有限公司協辦（亦即批文上的舉辦單位）。這是陳蕾首次在出生地廣州舉行大型演唱會。

## 籌備與製作

### 構思
演唱會的主題是「向死而生」，此概念由德國哲學家马丁·海德格尔提出，雖然陳蕾在籌備階段的訪問中已談及此概念，但在首場結尾的致辭中才揭曉此概念正是主題。因應主題，製作團隊將整個演唱會的流程由先至後分成「死」、「惑」、「念」、「生」、「能屈能伸」五個部分。
在籌備階段的訪問中，陳蕾透露在2021年完成麥花臣場館的演唱會後，她翻看演出片段，對於自己的作品在舞台燈光、視覺、音效設計下所呈現的效果，感到十分驚喜，萌生了在規模更大的紅館演出的想法，亦對該些方面寄予厚望。隨後她擔任其他歌手的演唱會嘉賓，累積了在紅館演出的經驗，也觀摩了不同外國歌手的音樂會，認為演唱會應著重氣質的表現、整體氣氛，她欣賞一些外國音樂會能帶來沉浸式體驗的氣氛；而2023年臺灣歌手林宥嘉的《idol》世界巡迴演唱會香港站，則是陳蕾最欣賞的紅館演唱會，她認為該演唱會成功把商業與藝術相結合，亦希望自己的演唱會也能做到這點。演唱會的製作預算主要集中於樂隊、視覺效果及音效方面。澳門場的燈光效果更進一步加強。
在綵排上所花的預算及時間亦比一般演唱會為多，1月23日陳蕾出席完一個公開活動後，表示翌日開始「閉關」準備演唱會。

### 設計與編排

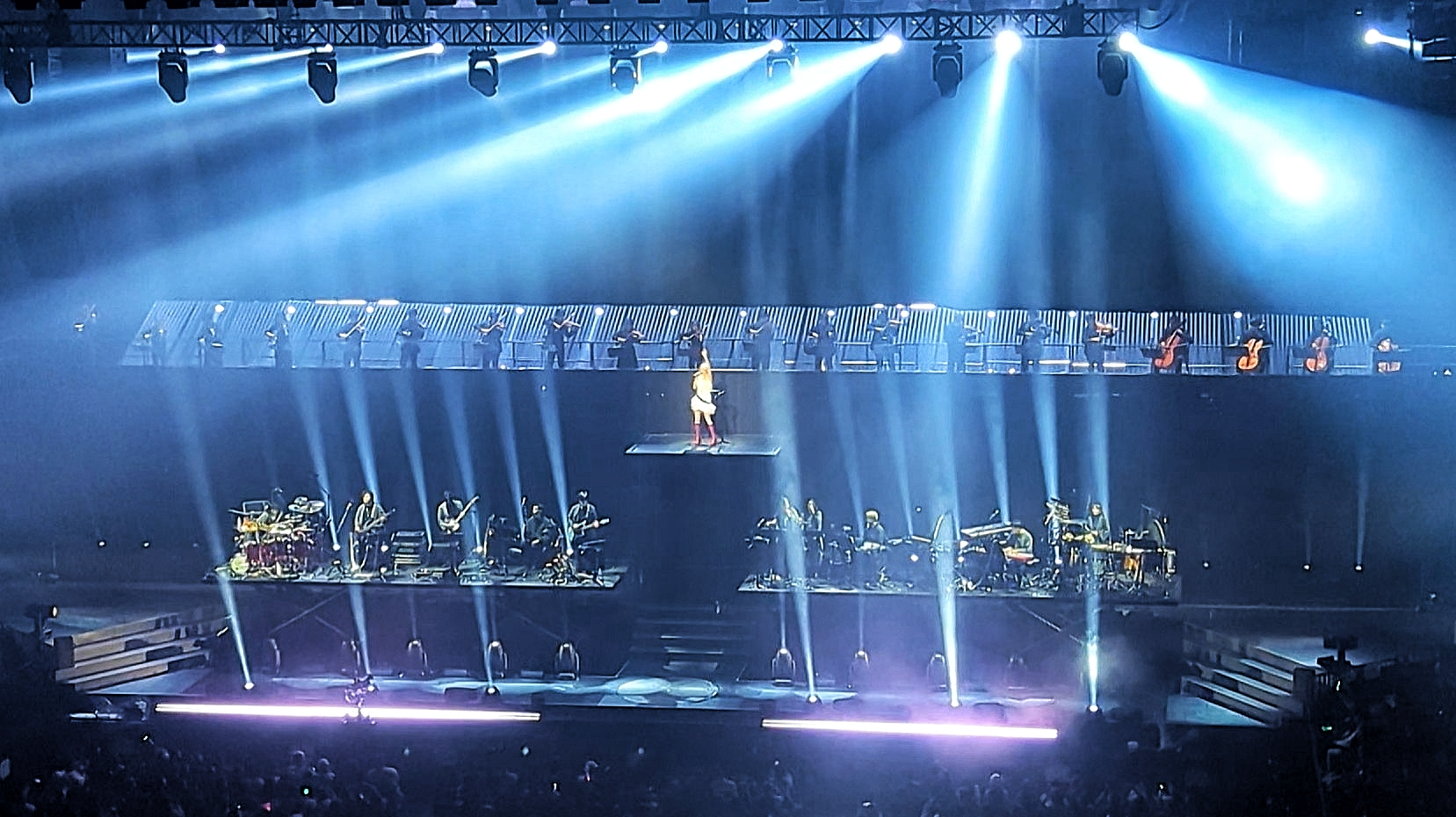
2024年3月2日香港第一場，「生」部分的演唱期間，陳蕾與流行樂隊所處的升降台分別升至不同高度，弦樂隊處於屏幕夾縫舞台。

舞台採用三面觀眾席、一面佈景的「三面台」設計。舞台中設有一個能升至四米半高的升降台，現場樂隊所處的台中位置亦能升降。舞台背面設置一組分成上下兩半，能開合的大型屏幕，屏幕上下打開後，夾縫中會現出另一個位於高處的舞台。
在原來的計劃中，並不打算將製作預算投放在舞蹈表演方面，陳蕾曾稱編排上將會貫徹「做自己」的理念，因她不擅長舞蹈，故完全不設需要排舞的環節及聘請舞蹈員，她表示現場樂手就是她的舞蹈員。但在決定加開至四場後，因製作預算增加，製作團隊在臨近演出時決定加入舞蹈表演。他們聘請了「以太舞踏」的團隊，那是一種源於日本的形體表演藝術，旨在通過扭曲的形體動作，呈現人生的原始困苦。但陳蕾本人並沒參與舞蹈演出。
陳蕾在演唱會結尾致辭時解釋了自己的歌唱作風。她傾向不在意歌聲中的瑕疵，以「放開」的態度演唱，而非為了避免瑕疵，小心翼翼地演唱。她又指現今科技能即時修正瑕疵，但她寧可「擁抱所有的瑕疵」，不願使用這類技術。認為保留瑕疵才是「人性」的表現。
演出期間陳蕾的頭髮被染為銀色。

#### 各部分編排與特色
以下描述根據香港場次：

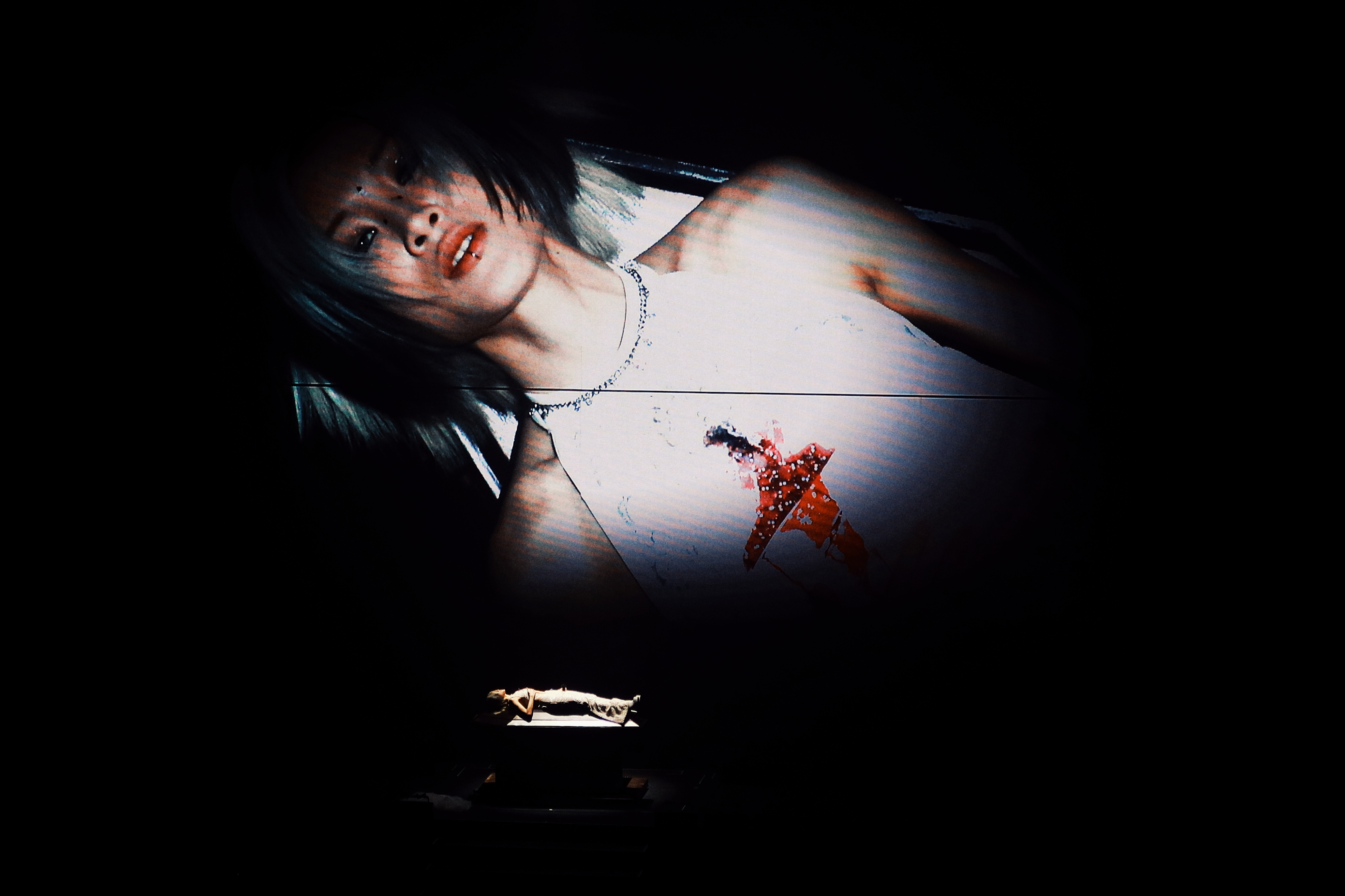
2024年3月2日香港第一場，「死」部分的演唱期間，陳蕾躺臥於棺柩造型的木鋼琴上，身上染有「血漬」。

第1部分「死」設計上採用死亡、地獄等一類元素。此部分以黑暗的氣氛開場，一身白衣、戴上白色頭紗的陳蕾坐在棺柩造型的木鋼琴前自彈自唱我想和你好好的一曲，它是陳蕾作品中曲調最為沉鬱的一首。唱罷陳蕾站於鋼琴之上，卸去頭紗遮擋，接著響起一聲模仿槍聲的音效，模仿血液的漿液從其胸前爆破湧出，白衣上及其皮膚上留下「血漬」，她隨即躺在鋼琴上唱出第二首歌荒島之幻象。至第三首歌不想回家開始，現場樂隊與和聲歌手方隨升降台升起，現身舞台，這階段的會場亦初次出現強烈的燈光效果。隨後演繹娑婆與妖治時代時，則以日本式惡鬼造型的動畫影像及兩個布偶裝置作為主要佈景，屏幕影像的背景景物參考浮世繪畫風。其後的慌等四首歌均為批判不公義的社會現象，及刻劃人性黑暗面、偽善一面的作品，演唱期間陳蕾曾戴上一雙魔鬼尖角造型的頭飾，並配以一對附有特製美甲的皮手套，屏幕影像則致敬了多部動漫作品。這部分的衣裝由香港時裝設計師Kit Wan設計。白色服裝概念來自婚紗，主要面料是法國式定位刺繡蕾絲拼布，衣上釘上一些裝飾，腰間並有由大量水晶構成的裝飾，寓意為「被破壞的水晶燈」，當中共用上三千顆來自奧地利的施華洛世奇元素水晶，造價超過30萬港元，由於每次爆破後這套白衣便不能翻新使用，為應付四晚演出加上綵排，共製作六套以供替換；白色頭紗有一個荊棘狀的頭環，概念來自耶穌受難；據Kit Wan解釋，取材自婚紗是希望在此部分的絕望負面感覺中，略為加添浪漫的氛圍。
按演唱會的現場專輯，第1與第2部分之間的過場稱為「城之死」，期間有一段敲鐘與中樂嗩吶配合的演奏。

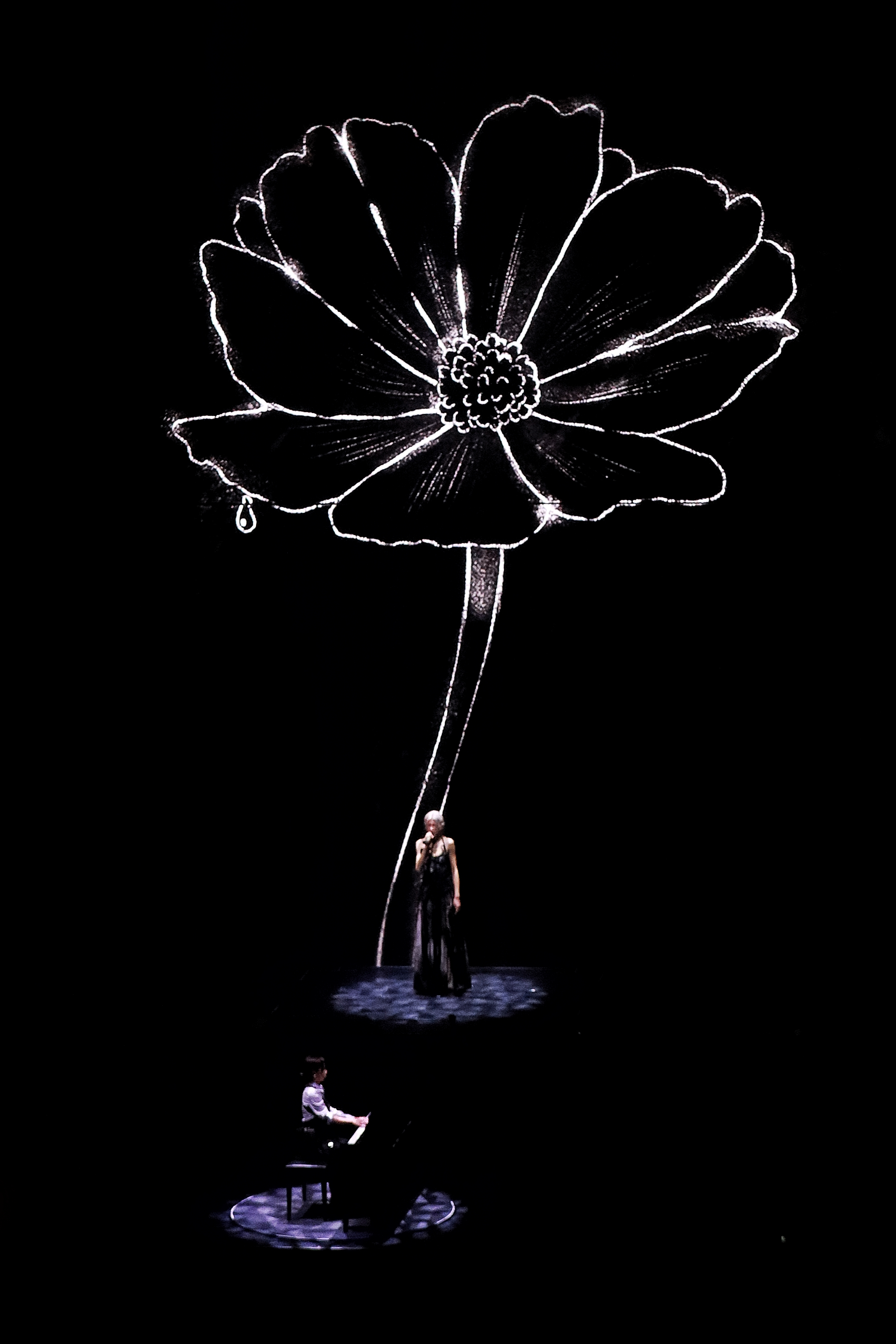
2024年3月2日香港第一場，「惑」部分的演唱期間，張蔓姿鋼琴伴奏，屏幕上有一枝花朵影像。

第2部分「惑」以嘉賓張蔓姿的一段鋼琴獨奏開始，取名為Drowning in Pain （Suffocated Version）。接着陳蕾現身演唱你快樂嗎？一曲，繼續由張蔓姿作鋼琴伴奏，期間的屏幕影像是風雨下的一朵花，一隻手將花瓣逐片拔下（象徵花瓣占卜），演奏完結後張蔓姿向觀眾說出：「你快樂嗎？」第二首歌是當我迷失時聽著的歌，演唱期間背景屏幕上佈滿一些具有疑惑、困惑意味的詞句。第三首歌其實沒那麼寂寞，則是翻唱臺灣歌手廖文強的國語歌曲，陳蕾以木結他自彈自唱此歌，她解釋這正是以往她感到迷失時所聽的，能勉勵自己的歌曲。最後以取材自佛教用語「沙門」的同名歌曲作結，被視為象徵感悟、解除困惑。造型方面，陳蕾在這部分穿上一套佈滿皮繩的黑色低胸裙，亦由Kit Wan設計，設計概念為陳蕾睡於廢墟中，生長的爬藤植物在其身上蔓延，亦有一些立體的皮製黑花作點綴，呼應了屏幕影像中的花朵。
第2與第3部分之間的過場稱為「惑與念」，期間有日本樂器尺八的演奏，配合「以太舞踏」的舞蹈演出。

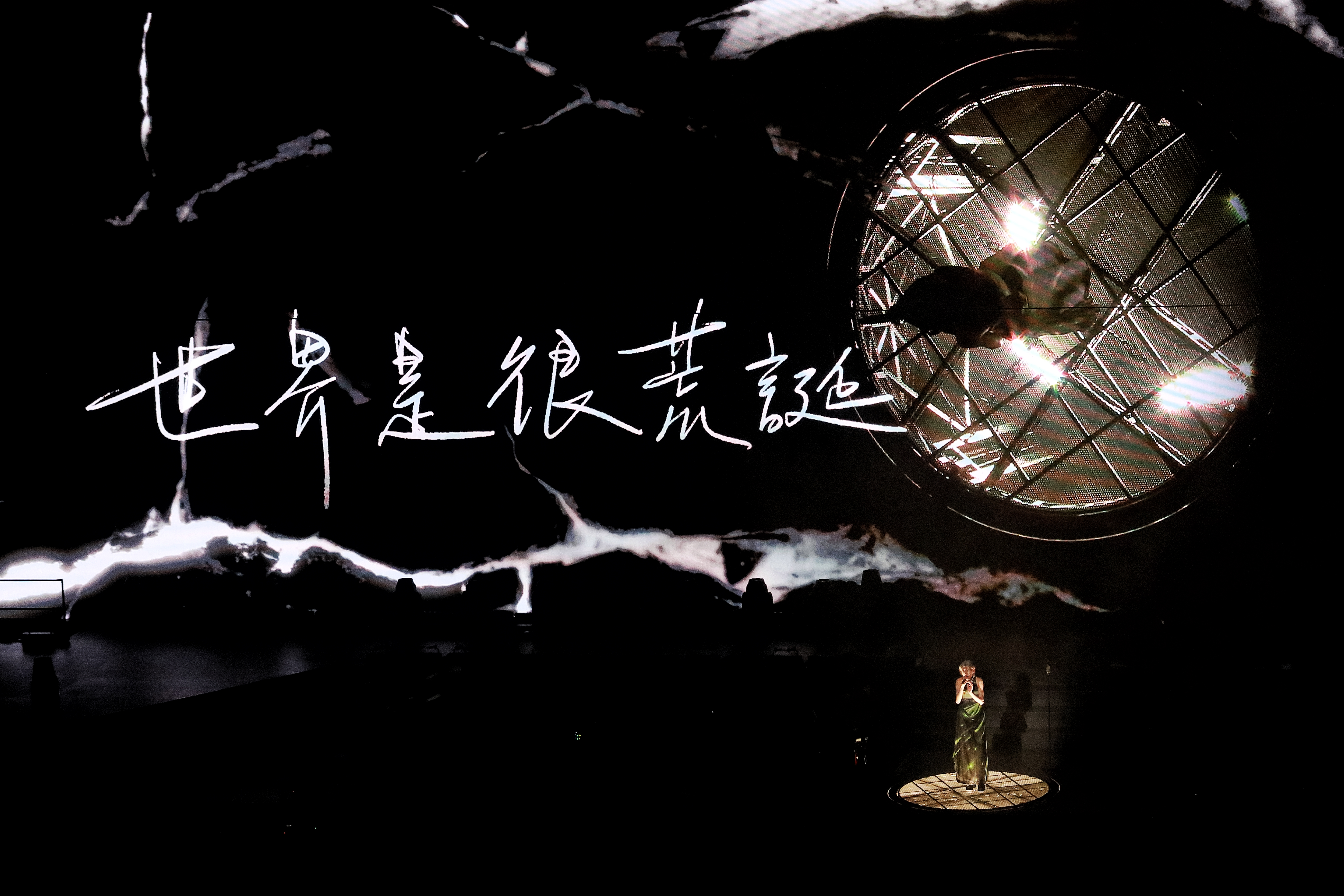
2024年3月2日香港第一場，「念」部分的演唱期間，大屏幕直播從上俯視舞台的鏡頭，顯示其中一個升降台位置的地板為透明設計。

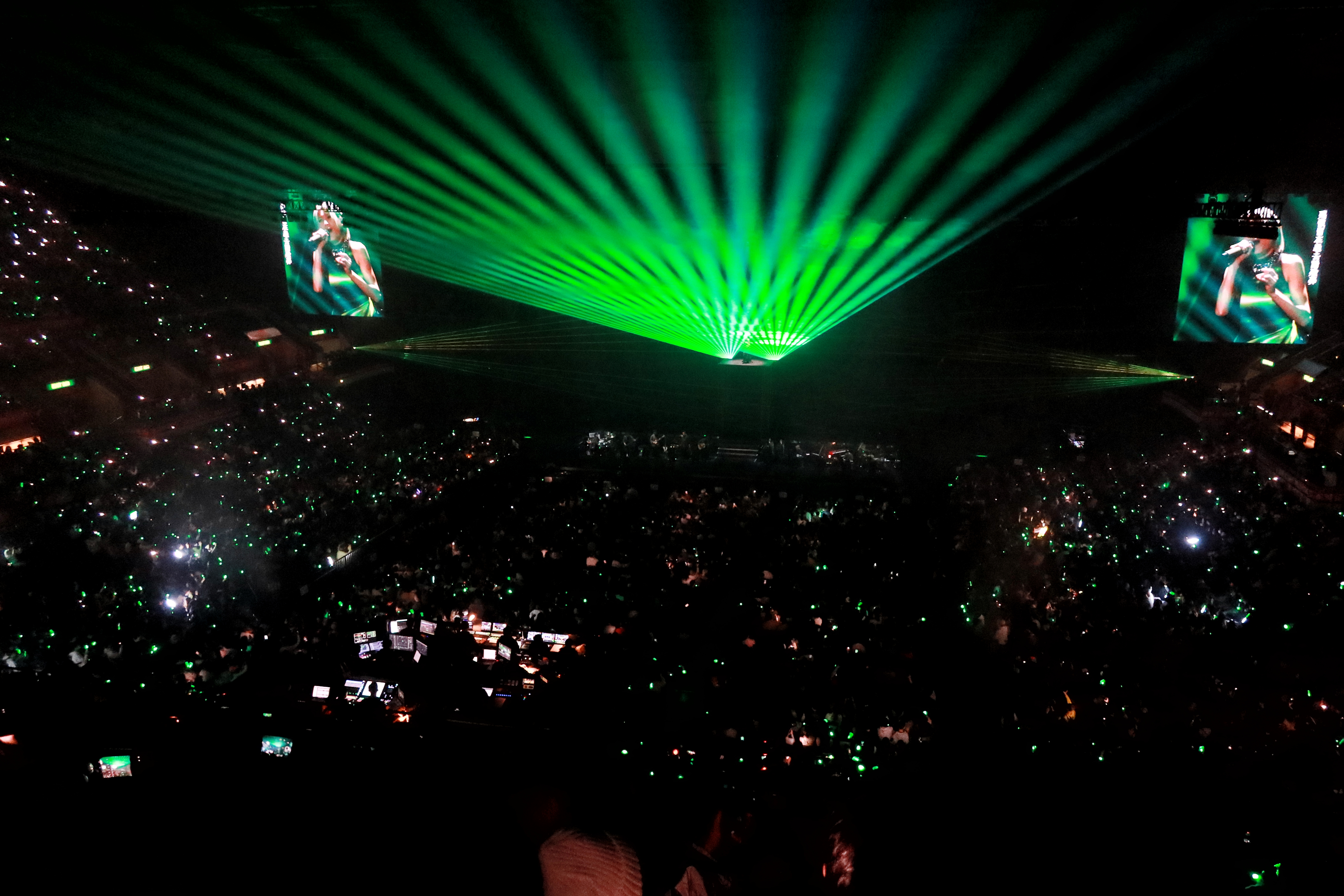
「念」部分的演唱期間的燈光效果，觀眾席也出現燈海。舞台兩側另設有屏幕，直播舞台演出。

第3部分「念」，亦是演唱會的名稱。開首屏幕上出現了一連串字幕，對「念」（信念、念力）與演唱會主題「向死而生」這些概念作出詮釋，包括哲學與宗教等角度，其中引用了马丁·海德格尔之語：「人只要尚未亡故，就是向死的方向活着」以及曹操的望梅止渴故事等。這部分的理念是人能從自身獲得強大的力量，並能以此克服困境。據設計者解釋，第一首歌神的不在場證明的屏幕影像，展現了神明庇佑的消失，如一株象徵護蔭與希望的大樹逐漸枯萎，以及模仿名畫《創造亞當》中上帝的手與亞當的手觸碰，而代表上帝的手最終崩解；最後出走一曲的歌詞「面對狂流仍賣力地走 終於可把我自救」，則帶出了自救理念。這部分的作品還包括自我勉勵性的歌曲熒光，歌詞強調內心存在微弱「熒光」並可逐漸放大，以及演唱會同名主題曲念。造型方面，陳蕾在這部分穿上一套帶有綠光圖案的連身裙，最初還披上一件同款斗篷，亦由Kit Wan設計，輪廓與細節上較為簡單樸素，設計靈感為極光。所用的飾物來自香港設計師於倫敦創立的品牌Sweet Lime Juice，亦採用綠色及夜光材料。
第4部分「生」的歌曲亦多描述了現實世界的殘酷、生活困境，歌詞鼓勵聽眾以一些正面心態去生活，繼而面對世界。相對於早段沉鬱為多，進入這部分後，愈趨嘉年華氣氛。造型方面，陳蕾在這部分共換了兩套衣服，亦由Kit Wan設計，他表示這部分欲為陳蕾添加一點俏皮可愛的女人味：第一套用於Run Away及青年危機演唱期間，是裙擺甚大的連身裙，裙上佈滿紅白格子並以仿似視錯覺的扭曲方式排列，所配的手套則是韓國設計師Sunwoo的產品，有多個圓圈套於其上，這身造型的設計概念為馬戲團帳篷，設計師亦解釋裙上的紅色格子呼應了第1部分的血漬，象徵最初的絕望感來到這部分已成為快樂、享受世界的心態；第二套用於窮人的薔薇等四首歌演唱期間，是白色吊帶短裙，配以紅色長靴，該裙以印度的羊毛絲為主要材料，上身部分帶有玫瑰（薔薇）圖案，乃採用真絲雪紡以手工方式製成，裙擺部分則以手工方式將羊毛絲製成立體玫瑰卷花狀，設計師解釋裙上的玫瑰也呼應第2部分的花朵。
最後為第5部分「能屈能伸」，也是氣氛最為歡樂、高漲的部分。開首歌曲伸縮自如的愛的「不需要死去活來」等歌詞被視為能夠總結這部分欲帶出的道理。演唱首三支歌曲後，陳蕾進行了二十多至三十多分鐘的致辭（各場不等），以介紹並感謝台前幕後團隊、嘉賓等，然後才演唱壓軸歌曲凡星。凡星是勵志性歌曲，被視為陳蕾最「入屋」的歌曲（大眾傳唱度高），演唱前她稱歷來收到不少歌迷信件，均提到此歌歌詞「誰都可發光，只要找對地方」能在他們迷惘時帶來振作的力量。造型方面，這部分採用了陳蕾素來喜愛的編織元素，服裝由香港時裝設計師Hubert Tsui和Matt Hui設計，具有民族風格及較多色彩，上衣露背，帶有一些流蘇；其頭飾突出，陳蕾演出時曾笑言可能會讓人想起一個多年前的髮型噴霧廣告。演唱伸縮自如的愛時的屏幕影像也是由一些編織圖案串連而成，該些圖案參考了陳蕾本人過往的編織物，由視覺總監Chu Fung所欣賞的藝術家Wing繪畫。
與不少演唱會一樣，此演唱會的正式演唱部分完結後，四場都追加了徇眾要求的Encore環節。每場的Encore皆是由已換上便服的陳蕾獨自回到舞台上，提起木結他自彈自唱，且每場皆是翻唱王菲的歌曲夢中人，陳蕾解釋這是她在尚未成名的街頭表演時期，常演唱的歌曲。由於致辭部分耗時過多加上最後的Encore環節，各場演出在臨近凌晨12時才正式完結，與以往不少紅館演唱會一樣，需支付超時罰款。

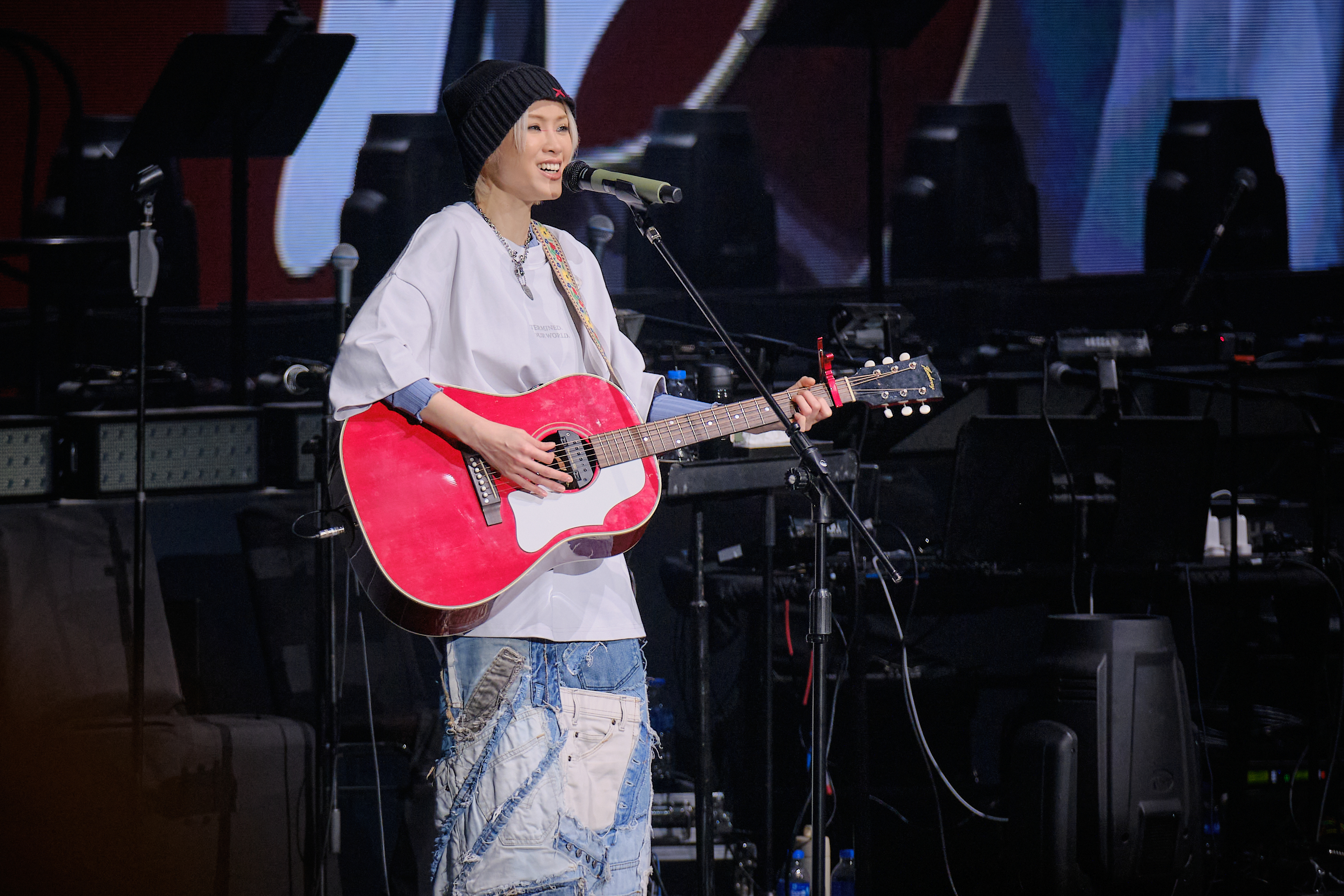
2024年3月3日香港第二場，Encore部分身穿淺灰色便服自彈自唱的陳蕾。
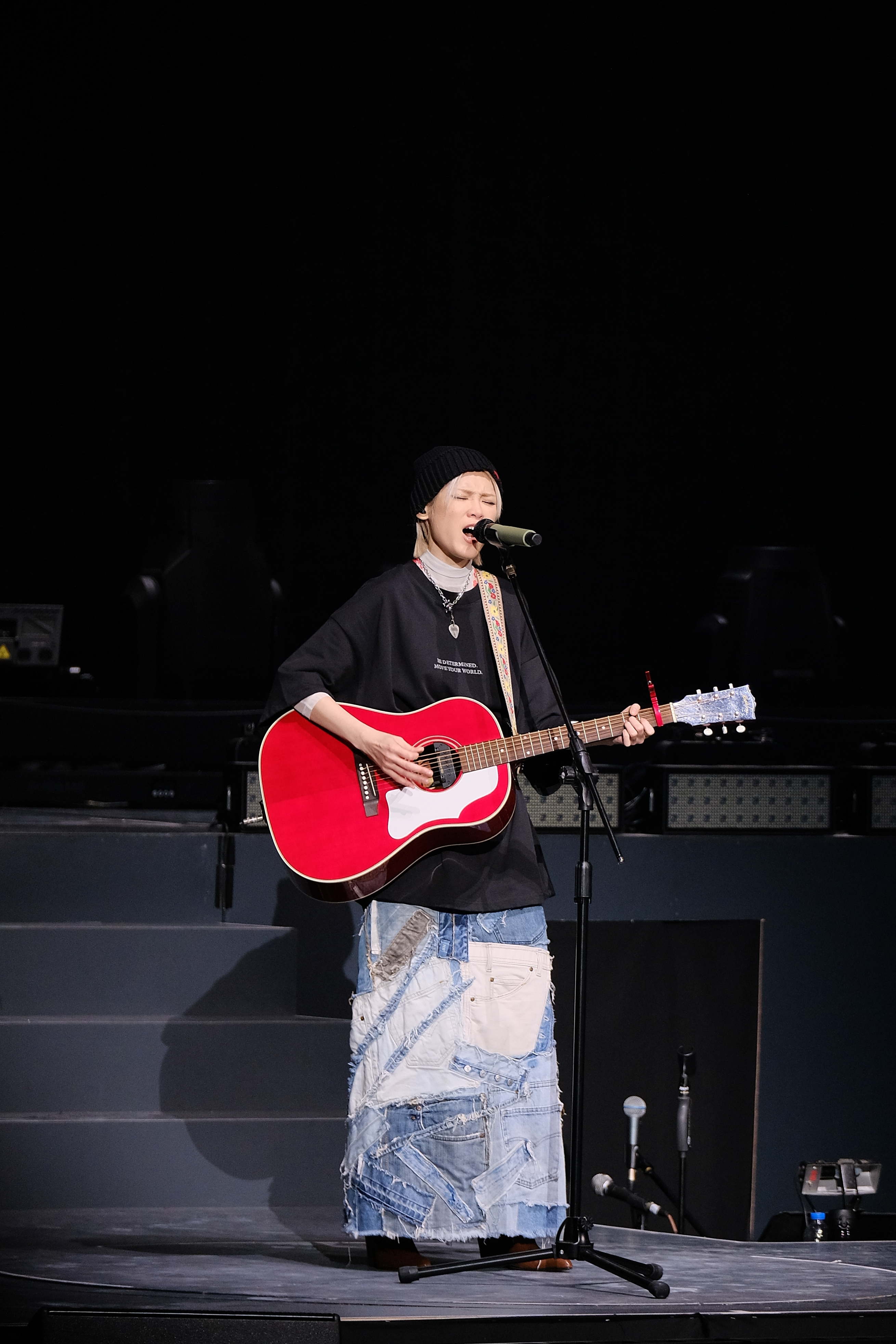
2024年3月5日香港第四場，Encore部分身穿黑色便服自彈自唱的陳蕾。

### 嘉賓、製作與演出團隊
演唱會的總監為Gordon（即香港華納唱片董事總經理Gordon Lee）。音樂總監則由蔡德才擔任，他曾經監製陳蕾的一些作品。視覺總監是Chu Fung。造型設計師是Kit Wan，另由Hubert Tsui及Matt Hui負責設計針織服裝（設計上的分工，詳見上）。排舞師是「以太舞踏」劇場的創辦人謝嘉豪（Tomas）。
現場樂隊成員包括：鍵盤手Kent Leung、編程的Tony、結他手崔展鴻（Tsui Chin Hung）及Nic Tsui、低音結他手陳兆基（Chan Siu Kei）、鼓手Funn（勳）、敲擊樂手Emily。
其他演奏者方面，弦樂隊共有4名大提琴手及16名小提琴手，領班為Johnny Ng；兩位東亞傳統樂器的演奏家則包括演奏嗩吶的DiDaBoy（即時任香港中樂團嗩吶首席的馬瑋謙），及演奏尺八的許諾。陳蕾以往演繹沙門一曲時已曾採用尺八伴奏。陳蕾在介紹嗩吶樂手時笑言本來想請男歌手洪嘉豪擔任，她在2023年10月出席洪嘉豪的生日會時，已提及過對方因抗拒演奏某種樂器的要求而拒絕擔任嘉賓。
嘉賓方面，演唱會並無安排嘉賓歌手演唱，但邀請了一些年青歌手參與樂器伴奏，包括為你快樂嗎？進行鋼琴伴奏的女歌手張蔓姿，她亦隸屬華納唱片，以往曾於陳蕾歌曲娑婆音樂影片擔任女主角，及執導陳蕾歌曲以正義之名的音樂影片。伸縮自如的愛一曲，則邀來在原版音樂影片中已擔任搖滾樂器伴奏的四位選秀節目《全民造星V》（2023年）參賽者，包括電子琴樂手亨仔（陳鎮亨）、結他手Tiger（符紀男）、低音結他手Kim（卓金樂）、鼓手Nathan（魏念恩），親臨伴奏。陳蕾為該選秀節目的導師之一，擅長搖滾樂的四人皆為其隊伍的學員，因而陳蕾當時邀請了他們參與伸的演出，並許下帶領他們踏上紅館舞台的承諾，是次演唱會演出正是對此承諾的兌現。
和聲歌手則是李昊嘉（Sharon）及洪樂曦（Ivy）。李昊嘉與陳蕾同為2009年第一屆《亞洲星光大道》的參賽者，在《陳蕾沙門演唱會2021》已獲邀擔任和聲歌手，並成為了陳蕾的歌唱導師。洪樂曦是擅於作曲及無伴奏合唱的音樂人。

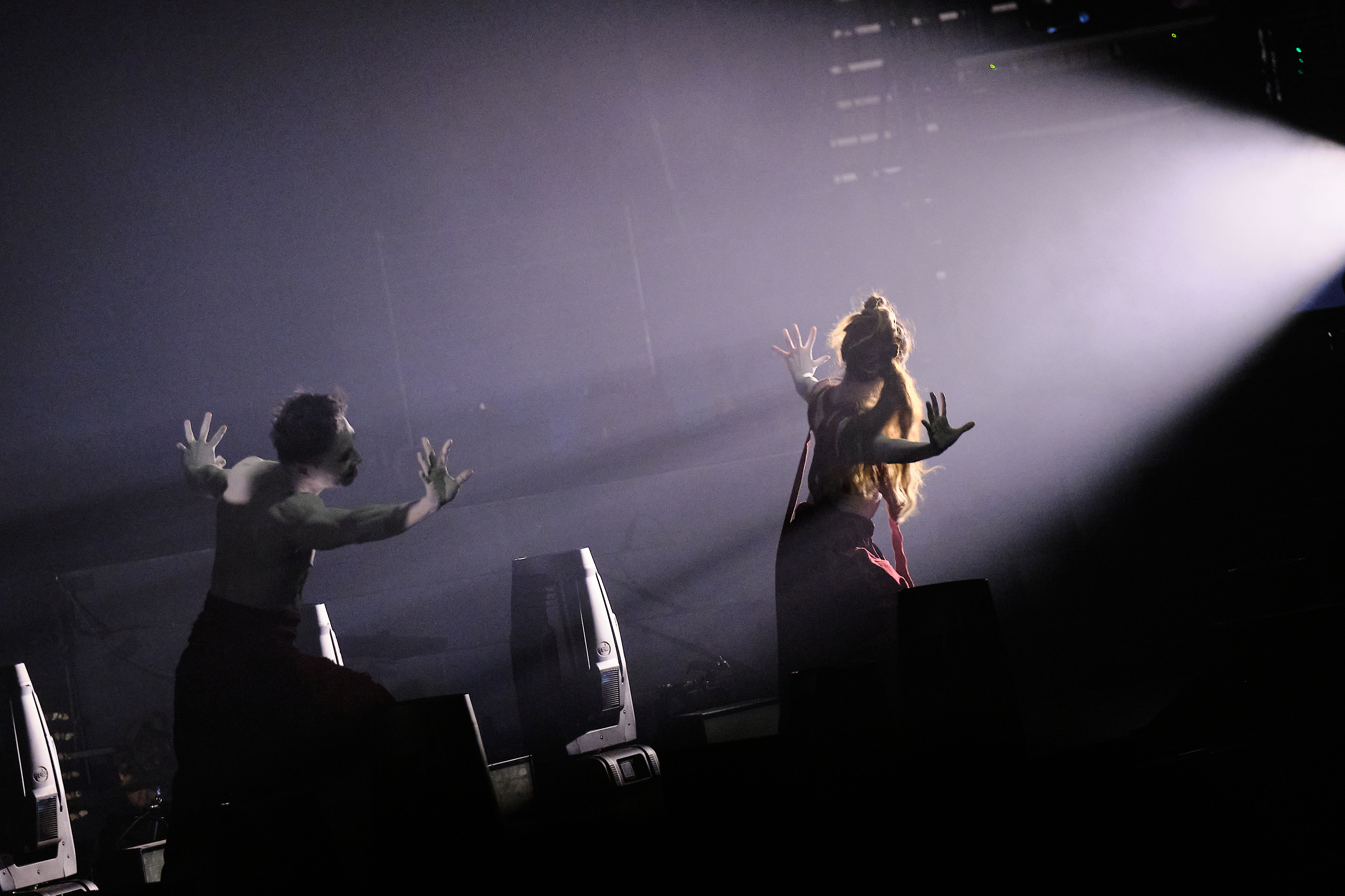
「以太舞踏」表演
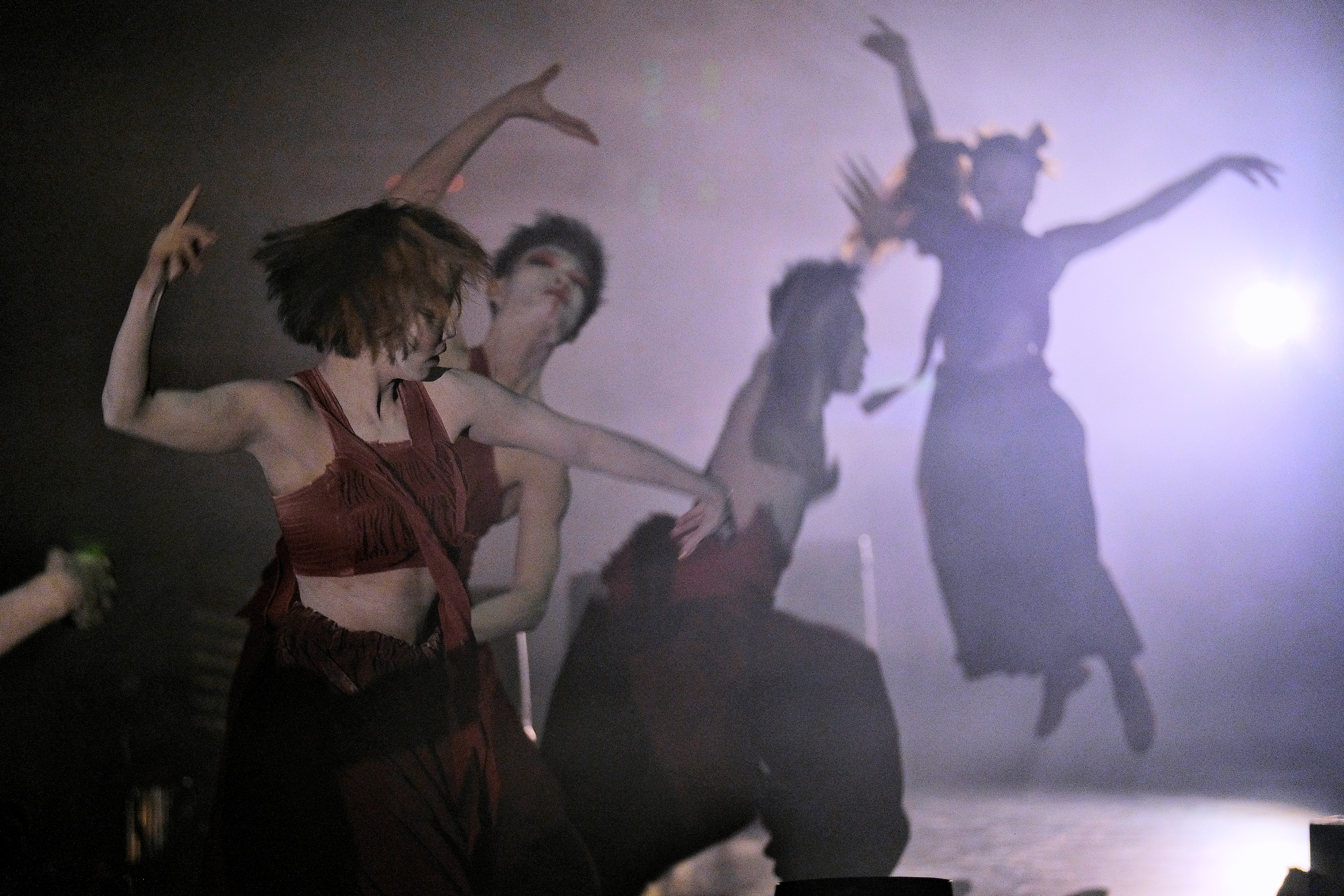
「以太舞踏」表演
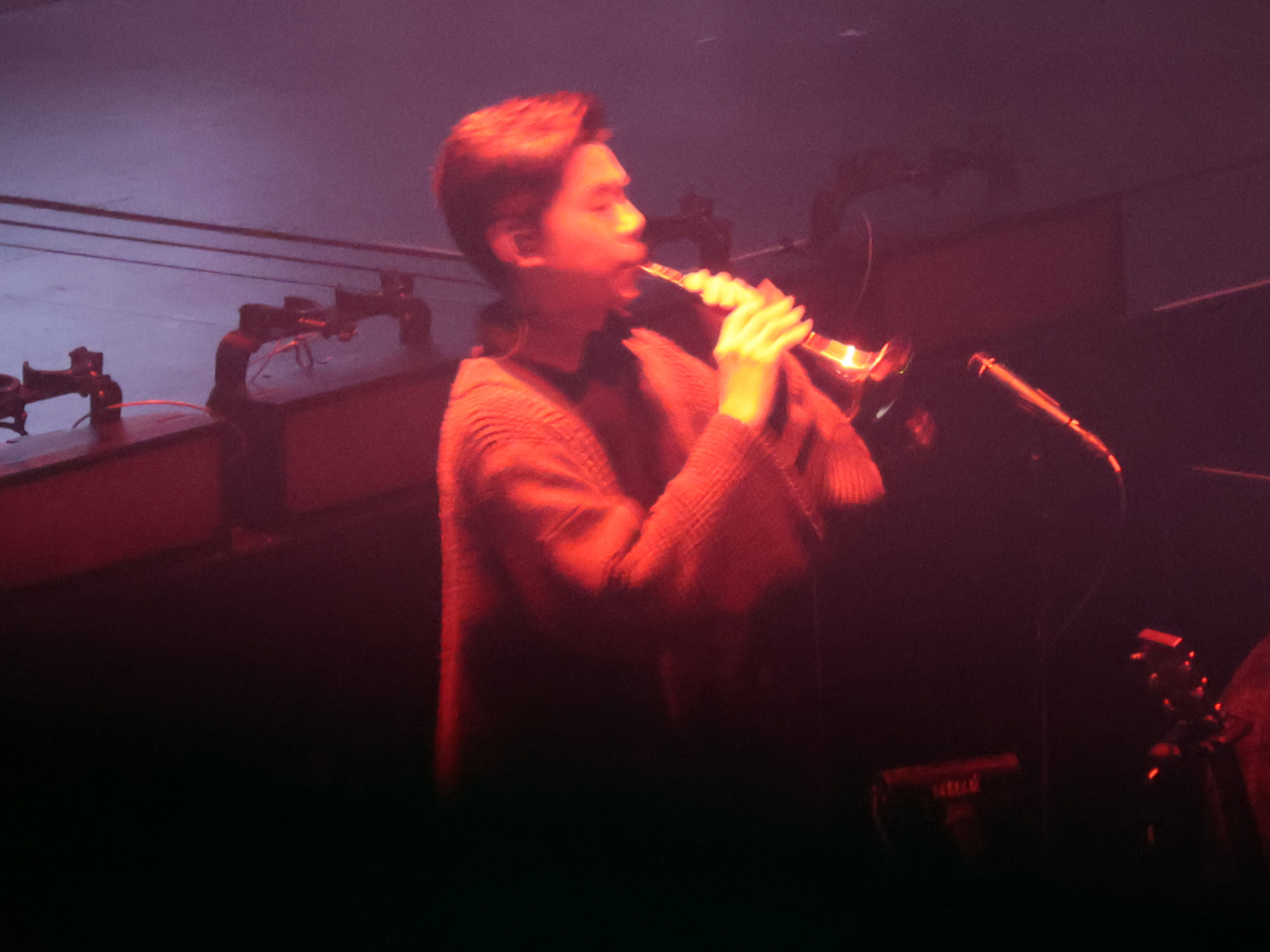
間場時演奏嗩吶的DiDaBoy 馬瑋謙。
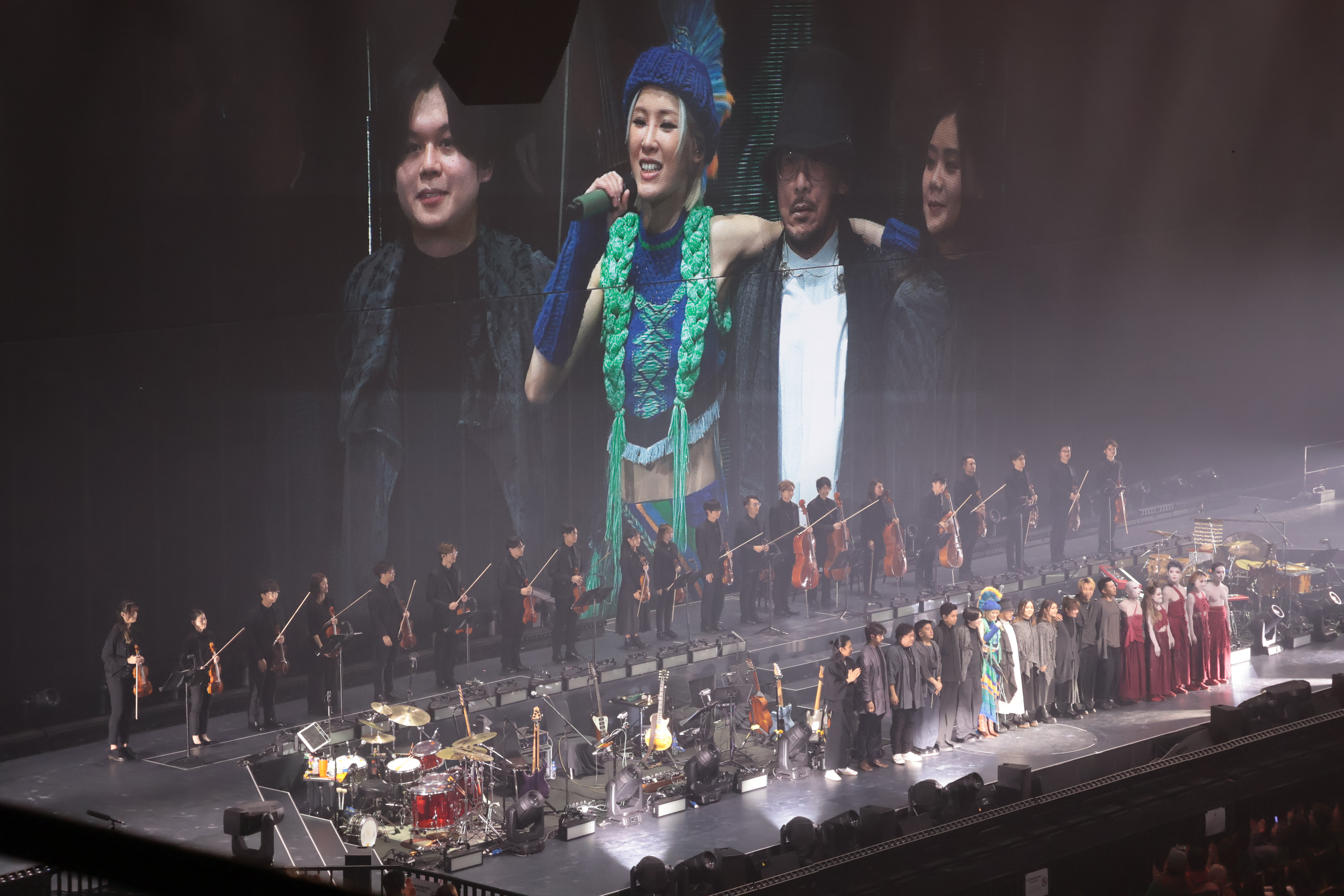
2024年3月3日香港第二場，攝於陳蕾率流行音樂樂手、弦樂樂手、和聲歌手、舞蹈員謝幕一刻。

## 各地版本變化

### 澳門
澳門場的團隊與香港場相近，據棋人娛樂創辦人鍾楚霖，總監由他本人聯同Gordon Lee擔任；弦樂隊則轉用澳門本地樂團，其中重心人物為擔任小提琴首席的陳進。張蔓姿、DiDaBoy、許諾、以太舞踏繼續擔任表演嘉賓。服飾上也有所調整。

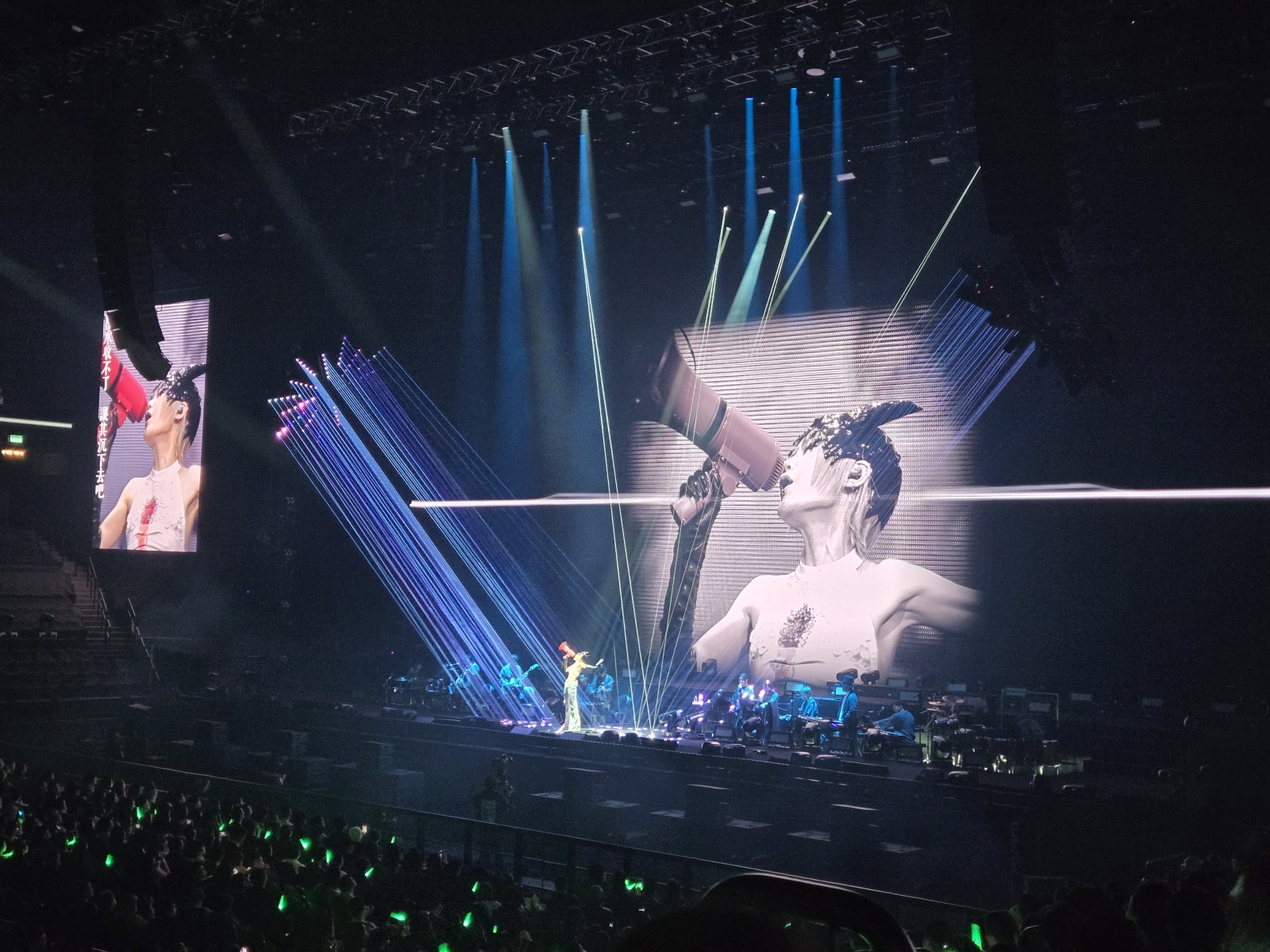
澳門場演唱新歌沉沒成本（香港場後才推出）期間，手持的紅色揚聲器為新元素，從兩側射向陳蕾的密集光線亦是澳門場新設的燈光效果。
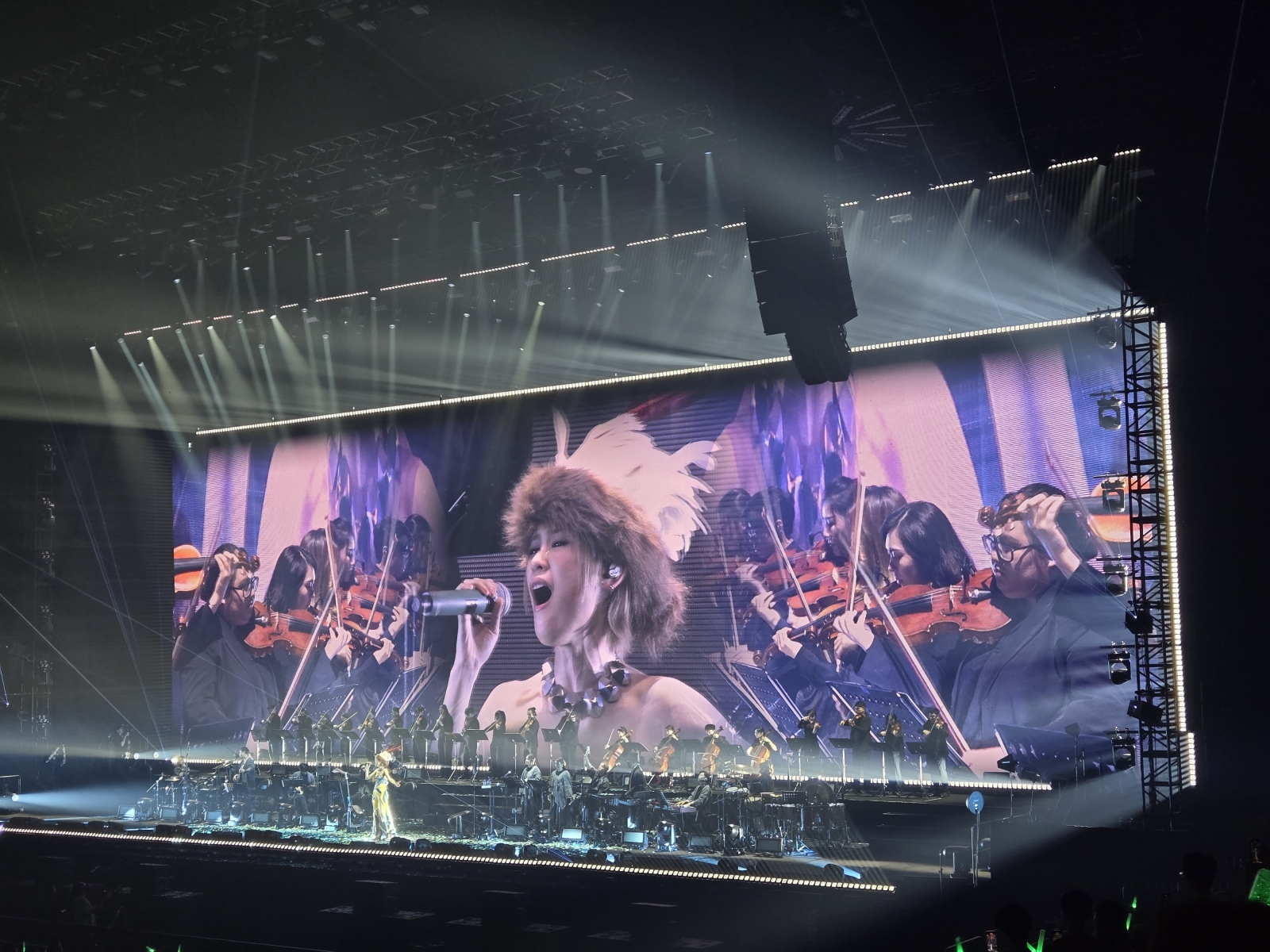
澳門場「能屈能伸」部分結尾演唱凡星，此部分的服飾是香港場沒有的新裝，背後為伴奏的澳門弦樂團。

## 宣傳與主題曲
最初公布的宣傳海報設計用色簡約，在漆黑背景之前，是一頭白色長髮、妝容也偏白的陳蕾側面頭像，她的一邊頭髮繞到耳後，露出的耳朵上戴著多個金屬耳環，一個發出紅光的「念」字置於近頭頂位置。陳蕾表示自己的作品自2021年起經常帶有黑暗中出現曙光的感覺，此海報設計亦想呈現那種感覺，她將自己的造型形容為「純白狀態」，並指此造型代表了「光」。
2024年2月21日，陳蕾推出演唱會的同名主題曲念，此歌由她作曲及填詞，由音樂製作公司人山人海的蔡德才（即演唱會音樂總監）、趙浩權編曲及監製。歌詞表述了歌者的心聲：縱使世界不如理想、荒誕，自己的能力亦有限，仍然希望陪伴聽眾渡過難關；縱使未必能感受到對方的傷痛，仍想向對方表達自己愛與關懷；亦勸慰遭遇困難的人不要放棄生命:321。2024年4月陳蕾推出同名為《念》的專輯（並非演唱會現場專輯），收錄了此歌。

## 演出曲目

### 香港
自2021年的演唱會後，陳蕾推出了十多首新歌，因此相對於前次演唱會，是次曲目更加集中於原唱歌曲，輔以小量翻唱歌曲。演出曲目合共28首歌，其中26首由陳蕾作曲，22首由她填詞（包括合填）。
| 序列              | 歌名                 | 發行時期 | 歌曲背景及編排說明 | 現場專輯收錄 |
| ----------------- | -------------------- | -------- | --- | ------------ |
| 第1部分：死       |                      |          | |              |
| 1                 | 我想和你好好的       | 華納     | 詳見上。 | 有           |
| 2                 | 荒島之幻象           | 華納     | 詳見上。 | 有           |
| 3                 | 不想回家             | 華納     | 舞台上設置了一個紅色網狀咪高峰支架，加上燈光投射而成的紅線，構成紅色巨網視覺效果。 | 有           |
| 4                 | 娑婆                 | 華納     | 初版創作於加入華納唱片前的2018年，靈感來自當時劇集《延禧攻略》主角魏瓔珞。發行版本的歌詞靈感來自佛教用語「娑婆世界」。 | 有           |
| 5                 | 妖治時代             | 華納     | 2019年加盟華納唱片後首支派台歌。由藍奕邦填詞，此後一段時間所有原唱作品都由陳蕾自己包辦曲詞創作（截至2022年9月）。 | 有           |
| 6                 | 慌                   | 自由意志 | MJ Tam填詞，少數並非親自包辦曲詞之作。歌詞講述當代傳播科技發達，網民慣於「幸災樂禍」，助長網絡欺凌。演唱時背景大屏幕所播放的動畫中出現一個個螢幕，以表達此一主題。另據設計者所述，屏幕影像中亦有一些元素致敬了《新世紀福音戰士》、《阿基拉》、《東京喰種》等動漫。                                                                    | 有           |
| 7                 | 旁觀有罪             | 華納     | 取材自韓國的N號房事件。演唱期間有些演員及假人站於屏幕夾縫的高台上，象徵站於道德高地指責他人的判官，據設計者所述，此幕有意營造教廷審判的感覺。屏幕影像中有大量眼睛凝視觀眾席，乃致敬動漫《咒術迴戰》中的事物「獄門疆」。 | 有           |
| 8                 | 以正義之名           | 華納     | 2023年12月初發表，接近演唱會舉行時期的作品。歌詞批評網民常以主持正義為名，以具攻擊性、惡毒的言辭，片面地審判別人的善惡對錯，但往往持有雙重標準（見網絡公審）。演唱期間舞台上有一位被假火包圍的女舞者，象徵該種現象的犧牲者。 | 有           |
| 9                 | 下流社會             | 華納     | 取材自日本社會學家三浦展提出的「下流社會」問題及社畜文化。於《2022年度叱咤樂壇流行榜頒獎典禮》獲得「專業推介．叱咤十大」之第六位，首奪年度十大歌曲獎項；及於第21屆《CASH金帆音樂獎》獲得「最佳女歌手演繹」獎項。演唱時背景大屏幕所播放的動畫是一片燈火通明的都市影像，繼而逐漸瓦解。                                                  | 有           |
| 第2部分：惑       |                      |          | |              |
| 10                | 你快樂嗎？           | 自由意志 | 張蔓姿鋼琴伴奏，詳見上。 | 有           |
| 11                | 當我迷失時聽著的歌   | 自由意志 | 陳蕾站於全身鏡造型的透明屏幕裝置前演唱，屏幕上呈現雨水打在鏡子的影像，她身旁放置了一支不斷閃爍的座地燈飾。期間背後大屏幕上曾佈滿一些具有疑惑、困惑意味的詞句。 | 有           |
| 12                | 其實沒那麼寂寞       | 不適用   | 翻唱廖文強的國語歌曲，詳見上。 | 有           |
| 13                | 沙門                 | 華納     | 取名自佛教用語「沙門」，見上。歌詞「神若你是存在」與下一部分開首的神的不在場證明互相呼應。 | 有           |
| 第3部分：念       |                      |          | |              |
| 14                | 神的不在場證明       | 華納     | 取名自《HUNTER×HUNTER》用語，見上。與上一部分結尾沙門的歌詞「神若你是存在」互相呼應。陳蕾現身屏幕夾縫的舞台上演唱。 | 有           |
| 15                | 熒光                 | 華納     | 陳蕾於四米半升降台上演唱（承接上曲，升降台升至屏幕夾縫舞台相同高度，她走至升降台）。期間大量觀眾使用手上的螢光燈或亮起手機的電筒功能，營造燈海效果。 | 有           |
| 16                | 念                   | 華納     | 演唱會主題曲。 | 有           |
| 17                | 出走                 | 自由意志 | 第一首派台歌。陳蕾演唱時也參與結他彈奏。 | 有           |
| 第4部分：生       |                      |          | |              |
| 18                | Run Away             | 自由意志 | MJ Tam填詞，少數並非親自包辦曲詞之作。編曲與原版不同。 | 有           |
| 19                | 青年危機             | 華納     | 以Z世代的青年危機為主題。 | 有           |
| 20                | 窮人的薔薇           | 華納     | 取名自《HUNTER×HUNTER》用語，見上。以人類行為影響氣候與自然環境、引起戰爭為主題。屏幕影像是一段動畫短片，片中一名象徵陳蕾的女子最初身處看似平靜的世界，看見對岸象徵繁榮的煙花，但煙花原來是炮火，世界逐漸演變成災禍景象，她感到無助，最終沉到深海之中，被一片薔薇所覆蓋。                                                             | 有           |
| 21                | 世界與你無關         | 華納     | 寫於2019冠狀病毒病疫情、2021年—2022年俄烏危機爆發時期，當時社會彌漫不愉快氣氛。陳蕾身處升到高處的台上演唱。 | 有           |
| 22                | 娛樂人生             | 自由意志 | 承接上曲，陳蕾身處升到高處的台上演唱。屏幕上下打開，弦樂隊現身夾縫中的舞台，流行樂隊與弦樂隊全體伴奏。 | 有           |
| 23                | 相信一切是最好的安排 | 華納     | 靈感來自陳蕾某次失落時，剛巧收到的父親來信。承接上曲，流行樂隊與弦樂隊全體伴奏。陳蕾返回低處舞台，走近各方向觀眾席與觀眾互動。 | 有           |
| 第5部分：能屈能伸 |                      |          | |              |
| 24                | 伸縮自如的愛         | 華納     | 取名自《HUNTER×HUNTER》用語；《全民造星V》參賽者伴奏，詳見上。於《2023年度叱咤樂壇流行榜頒獎典禮》獲得「專業推介．叱咤十大」之第三位。 | 否           |
| 25                | JM單身9              | 不適用   | 翻唱陳蕾自己作曲、柳應廷原唱的歌曲。 | 有           |
| 26                | 屈機                 | 華納     | 陳蕾也愛玩電子遊戲，此歌即以賽車遊戲為主題，主要取材自任天堂的瑪利歐賽車系列。演唱時有觀眾向她送上與該系列相關的龜殼、星星造型毛絨玩具。尾場時陳蕾一些來自廣州的中學舊同學到場觀看，她表示童年時家境不富裕，當年正是其中一位現已移居美國的同學，常把自己的任天堂手提遊戲機NDS借給她玩樂，而她成名後曾接拍遊戲機廣告，也是因為同學們。 | 有           |
| 27                | 凡星                 | 華納     | 陳蕾率流行樂隊與弦樂隊等單位到台上逐一介紹後，開始演唱此歌，兩樂隊全體伴奏。期間大量觀眾跟隨合唱，亦營造燈海。 | 有           |
| Encore            |                      |          | |              |
| 28                | 夢中人               | 不適用   | 翻唱王菲歌曲，詳見上。 | 否           |

### 澳門
澳門場的演出曲目有所調整，加入了2024年陳蕾推出的三首新歌沉沒成本、五瓣玫瑰、0.1秒後的世界，在五瓣玫瑰演唱時安排了紙花瓣在場中飄落的效果；在Encore部分則演唱了被稱為「澳門專屬」的舊歌發燒（Amuse時期作品）；她亦仿傚韓國歌手到外地舉辦演唱會時翻唱當地歌曲的做法，選唱了澳門出身女歌手陳慧敏的歌曲小人物。
演唱熒光時，會場的音響設備忽然故障，未能播放陳蕾的歌聲，觀眾席上的歌迷隨即自發進行大合唱，代替陳蕾完成此歌，陳蕾事後指熒光的歌詞正好有微小的光也能集合成力量的意思，此事讓她感動。

## 現場專輯
2025年5月2日，此演唱會的實體現場專輯公開發售，制式為雙藍光光碟，收錄曲目見相關章節。

## 迴響
香港場次的門票公開發售當天，開售不久即迅速售罄。及後加場的門票開售反應亦相同。
香港各場出席觀賞的演藝界人士包括黃耀明、鄧麗欣、泳兒、王君馨、梁祖堯、余香凝、廖子妤、盧鎮業、胡卓希、張蔓莎（張蔓姿之妹）、梁業、陳詠謙、周柏豪、ToNick成員、小塵埃成員、詹天文、森美、謝茜嘉，以及陳蕾好友岑寧兒、鄧小巧，還有同屬華納唱片的洪嘉豪、歸綽嶢、張天賦、Zpecial成員康聰（Eddy）等人。生活在廣州的陳蕾父親，及她一些廣州的中學舊同學則觀看了尾場演出。
澳門場方面，小人物的原唱者陳慧敏親身到場觀看。

### 評論與爭議
對於演唱會的評價，不論演藝界人士及網民，均出現兩極化情況。到場觀看的前輩音樂人黃耀明、藝人梁祖堯、森美與當奴等電台DJ予以好評，其中黃耀明認為演唱會顯示了現今「很多歌手已經不是生產線合成出來的。這一代的歌手有很多自己的想法，很多自己的話要講」，更以「改朝換代」、「未來屬於你」形容陳蕾能象徵香港樂壇的未來。而另一前輩音樂人周啟生則在觀看了一些演唱錄影片段後，批評陳蕾歌唱及結他彈奏的水準不佳，有很多走音之處，亦駁斥了陳蕾「擁抱瑕疵」的觀點。就此爭議，填詞人方俊傑認為演唱會是否成功在於氣氛營造，歌手的唱功只是帶動氣氛的其中一種因素；《明報》的專欄作家梁景鴻通過訪問歌迷與歌唱導師作出分析，除了與方俊傑近似的見解，亦提出了在歌唱層面方面，當代流行音樂的趨勢也很重視氣氛、感情傳遞，音準與技巧已非關鍵；《香港01》的流行文化評論人林綸詩亦指出大眾對歌唱的審美標準存在較大差異。陳蕾得知周啟生的評價後，承認自己仍有很大進步空間。製作團隊所重視的視覺效果，則獲得較普遍的認同。
KKBOX香港區的樂評人jean jone及流行文化評論人阿果對演唱會的各部分有較詳細的分析，他們肯定了箇中傳達的信息。阿果更從马丁·海德格尔對於「本真」與「非本真」的理論出發，認為陳蕾的經歷及創作作風體現了「本真」——縱使遭受「外界的壓力和干擾」，仍能保持「獨立自主，忠於自己的個性與精神」。
演唱會的嘉賓之一是2023年ViuTV選秀節目《全民造星V》的四位參賽者（詳見上），其中的Nathan（魏念恩）在比賽決賽前夕出現醜聞：坊間傳出其前女友Jessie墮樓身亡的消息，Jessie的家人指責Nathan需負上責任，遂讓他受到一些網民猛烈批評，決定退賽（詳見全民造星V#軼事）。是次演唱會則成為他多個月後的首個公開活動。陳蕾邀請他擔任嘉賓的決定亦因而引起該些網民非議。陳蕾曾在演唱會完結後的記者會上回應自己在意身邊人的感受，多於自己不認識的外界人士，此番言論反而進一步引來更多非議，部分傳媒曾指當時出現「退粉潮」。3月19日，Nathan疑因連串事件及與藝人許軼的緋聞，不勝壓力而意圖輕生，陳蕾表示曾就此慰問、開解他。直至3月30日，陳蕾再就邀請Nathan一事在社交平台公開發文，重申邀請決定是出於承諾，她亦向Jessie親友致歉，表示自己並非不在意他們的聲音，並且不會再回應Nathan的私事。

## 備註
1. ↑  保誠保險冠名贊助，全名為：保誠保險呈獻陳蕾演唱會 2024 《念》。[3][4]
2. ↑  指推出第一首派台歌，以及被流行音樂界主流的年度頒獎禮列入新人獎項角逐名單。[10]
3. ↑  紅館是香港最具代表性的大型音樂表演場地，故於紅館舉辦個人演唱會，對音樂事業具標誌性意義。[18]
4. ↑  早期作品多圍繞自身經歷，自我勉勵；華納時期事業逐漸鞏固後，作品則開始關注他人及社會問題。[26][12][27][9]
5. ↑  同年7月曾在澳門舉辦《澳娛綜合陳蕾凡星音樂會》。
6. ↑  見廣州場宣傳海報。[37]
7. ↑  紅館的舞台設於中央位置，四面都有觀眾席，音樂表演通常採用四面觀眾席都能觀看的「四面台」設計，或是只開放三面觀眾席，背面可設大型佈景的「三面台」設計。
8. ↑  「以太舞踏」的表演主要在其中一個過場環節，部分歌曲演唱時亦有安排舞蹈員、雜技表演者演出[38]。
9. ↑  有關造價的報道未交代是否六套合計。
10. ↑  分別取歌名屈機的「屈」字、伸縮自如的愛的「伸」字。
11. ↑  當指2000年代初本木雅弘以雞冠頭髮型，為品牌GATSBY的髮型噴霧拍攝的電視廣告。
12. ↑  陳蕾於結尾的團隊介紹中，指Tony即是為雲浩影新歌放下放不下編曲的TonYnoT。
13. 1 2  按結尾的團隊介紹。
14. ↑  在澳門場結尾陳蕾所述的團隊名單中亦提及陳進。
15. ↑  其後又發佈了多種海報，如正面照、半身照。
16. ↑  中文名稱相同。主題曲的英文名稱為Light In Your Heart，與演唱會的英文名稱不同。
17. ↑  有關各部分的劃分，有些傳媒報道疑有出錯。
18. ↑  至2024年舉行此演唱會時，原唱歌曲中只有與岑寧兒合唱的言之無物（2022年末）、與張天賦合唱的永久損毀（2023年末）並非由陳蕾填詞，後者亦不是由她作曲，兩歌俱不在演唱會曲目中。
19. 1 2  當我迷失時聽著的歌是陳蕾獨立音樂人時期的最後一首單曲，以父親為主題，音樂影片則拍攝了她回廣州探望父親的旅程。歌詞「還未成功不敢說回家 要再打拼一下 同學們紛紛都已出嫁 仍在留守這地 努力往上爬」，除了訴說留在香港發展事業的心聲，也提到了廣州的舊同學。[5]
20. ↑  參見報道附圖，但一些傳媒報道的文字描述都誤作於升降台上。
21. 1 2  以手機燈等代表「熒光」或「星光」，是演唱熒光、凡星時，陳蕾歌迷常見的習慣。
22. ↑  香港場的JM單身9則被剔出。
23. ↑  取代香港場翻唱的夢中人。「澳門專屬」應指Amuse時期的歌曲因版權問題，難以再在香港演唱。
24. ↑  取代香港場翻唱的其實沒那麼寂寞。
25. ↑  及後故障修好，陳蕾重新唱了一次熒光。
26. ↑  亦可參考學者吳子瑜（時任香港都會大學人文社會科學院講師）之說：「『熒光』是微弱的光，不足以照亮黑暗的世界，更不能為迷失的人指引方向，陳蕾卻不斷重複地唱『你是熒光』……最後還有小孩的合唱，讓微弱的力量有積少成多的感覺……」。[66]:319
27. ↑  擔任尾場完結後的記者會主持。[56]
28. ↑  岑寧兒為陳蕾的電子遊戲玩伴[49]，曾演出屈機一曲的音樂影片[78]。2022年兩人曾合辦演唱會及發行合唱歌曲。
29. ↑  陳蕾早年生活拮据時，曾得鄧小巧幫助。[14][11]